# Znów po stronie większości
Znów po stronie większości – drugi album zespołu Kolaboranci wydany w 1991 przez Izabelin Studio.

## Lista utworów
1. "Jacuś" – 0:53
2. "Oczy" – 3:34
3. "Izolatka" – 1:38
4. "Twoja energia" – 3:26
5. "NŚR" – 2:26
6. "Północ" – 2:10
7. "Teorie" – 3:35
8. "List mamy do synka pozostawiony na kredensie w kuchni" – 1:55
9. "28 maja 1988 czekając na wyrok" – 2:42
10. "Brudny" – 1:47
11. "Żal" – 2:18
12. "Pomożemy" – 3:19
13. "Nie tak" – 2:52
14. "Tym lepiej" – 1:59
15. "Kolaboranci" – 4:19
16. "Przemuś" – 0:59
17. "Coś" – 3:18 (bonus na CD)

## Skład
- Przemysław Thiele – wokal
- Jacek Chrzanowski – gitara basowa
- Lech Grochala – perkusja
- Krzysztof Sak – gitara

Gościnnie:
- Tadziu Balandyk – gitara (8)
- Marek „Bruno” Chrzanowski – gitara basowa (8)